# Phyllodoce transatlantica
Phyllodoce transatlantica är en ringmaskart som beskrevs av Blanchard in Gay 1849. Phyllodoce transatlantica ingår i släktet Phyllodoce och familjen Phyllodocidae. Inga underarter finns listade i Catalogue of Life.